# Emmy-Noether-Campus

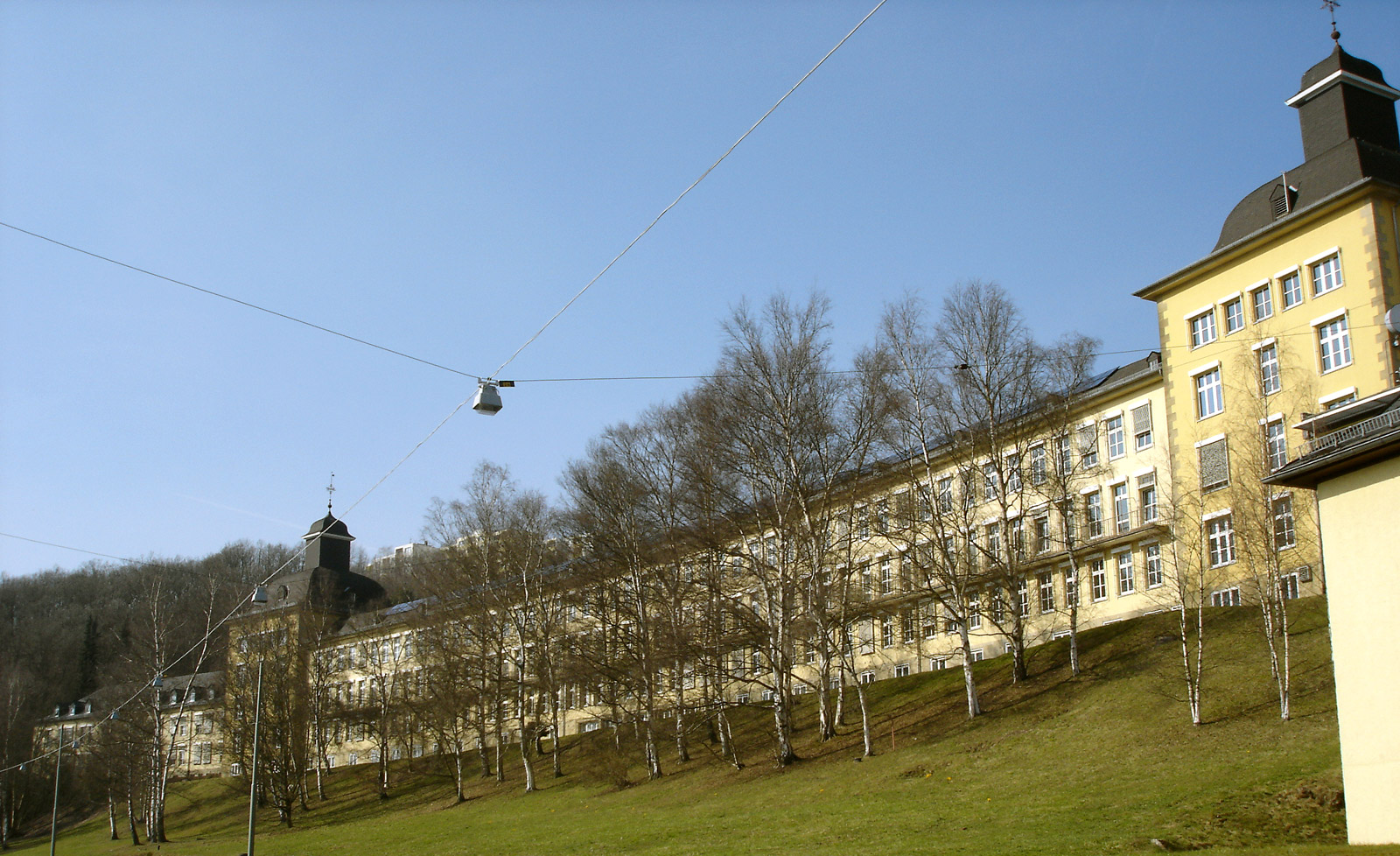
Emmy-Noether-Campus

Emmy-Noether-Campus ist die seit 1995 gültige Bezeichnung für ein Bauwerk in der Stadt Siegen im südlichen Nordrhein-Westfalen.
Das in den 1930er-Jahren ursprünglich als Standortlazarett in der seit der Stationierung des III. Bataillons des Infanterieregiments 57 am 16. Oktober 1935 als Garnisonsstadt fungierenden Stadt Siegen errichtete Gebäude erlebte im Laufe der Jahrzehnte unterschiedliche Nutzungsphasen.
Für 3,5 Millionen Reichsmark unterhalb der Sandhalde des Fischbacherbergs erbaut, wurde das stadtbildprägende Bauwerk nach seiner Fertigstellung und Inbetriebnahme im letzten Jahresviertel 1939 zunächst als militärisches Lazarett genutzt. Im Krieg schwer beschädigt, erfolgte ab 1946 auf Betreiben des evangelischen Hilfswerks in Bielefeld die Umwandlung in ein Krankenhaus. Aufgrund eines Anfang der 1960er-Jahre veranschlagten finanziellen Aufwands für Modernisierungen und Erweiterungen in einer Größenordnung von circa fünf bis sechs Millionen Mark wurde schließlich auf die Durchführung solcher Maßnahmen verzichtet. Stattdessen erfolgte mit Grundsteinlegung am 4. April 1962 ein Neubau des Jung-Stilling-Krankenhauses oberhalb des Leimbachtals. Das vormalige Lazarett blieb bis 1966 noch als Standort des Jung-Stilling-Krankenhauses in Betrieb. In den Folgejahren wurde es als Standortverwaltung und Bundeswehrverwaltungsschule genutzt, bevor es 1995 der Universität Siegen als Beherbergungsort der Fachbereiche Physik und Mathematik übergeben wurde. Seither trägt der Komplex die Bezeichnung Emmy-Noether-Campus. Als Namensgeberin fungierte die Mathematikerin Emmy Noether (1882–1935).